# Виафара, Джон
Джон Виа́фара (исп. Jhon Eduis Viáfara Mina; 28 октября 1978, Роблес, муниципалитет Эль-Гуамо, департамент Боливар) — колумбийский футболист, полузащитник. Выступал в сборной Колумбии. Наиболее известен по выступлениям за клуб «Онсе Кальдас», с которым в 2004 году выиграл Кубок Либертадорес, а также английский клуб «Саутгемптон».
В 2021 году был приговорён к 11 годам лишения свободы за хранение наркотиков и сотрудничеством с целым картелем наркодилеров.

## Биография
Виафара начал карьеру в «Депортиво Пасто», а в высшем дивизионе дебютировал в 1999 году. В следующем году он в составе «Америки Кали» стал чемпионом Колумбии, после чего вернулся в «Депортиво Пасто». В 2002—2005 годах выступал за «Онсе Кальдас», где стал одним из лидеров команды. В 2003 году он помог своей команде стать чемпионом страны, впервые с 1950 года. В следующем году «Онсе Кальдас» сенсацонно дошёл до финала Кубка Либертадорес, где в серии пенальти обыграл «Боку Хуниорс». Именно Джон открыл счёт в ответном матче на поле колумбийской команды, но Николас Бурдиссо забил ответный гол, из-за чего пришлось устраивать серию пенальти.
В декабре того же года Виафара отыграл все 120 минут в матче за Межконтинентальный кубок против «Порту» и реализовал свой удар в серии пенальти, однако «Онсе Кальдас» всё равно уступил победителю Лиги чемпионов со счётом 7:8.
После феноменального сезона Виафара стал основным игроком сборной Колумбии. В 2005 году он уехал играть в английский «Портсмут», но не сумел там закрепиться. После аренды в «Реал Сосьедаде» Виафара вернулся в Англию, где провёл 2 довольно успешных сезона в составе «Саутгемптона». Затем Джон вернулся в «Онсе Кальдас», с которым в 2009 году во второй раз (а для себя — в третий) стал чемпионом Колумбии. С 2012 года Виафара — игрок «Индепендьенте Медельин». Футболист завершил карьеру в 2015 году. 
В 2018 году Виафара был обвинён в сговоре с преступной группировкой, которая занималась контрабандой крупных партий кокаина на катерах и самодельных подводных лодках из Колумбии в Центральную Америку и США.
Приговор был вынесен в федеральном суде Техаса. По информации источника, обвинения по этому делу предъявлены ещё пяти фигурантам, один из которых также получил 11 лет тюрьмы.

## Достижения
- Чемпион Колумбии (3): 2000, Ап. 2003, Фин. 2010
- Чемпион Второго дивизиона Колумбии (1): 1998
- Кубок Либертадорес (1): 2004